# Athyreus zischkai
Athyreus zischkai es una especie de coleóptero de la familia Geotrupidae.

## Distribución geográfica
Habita en Perú y Brasil.